# Відносини Австралія — Європейський Союз
Відносини між Співдружністю Австралії та Європейським Союзом (ЄС) засновані на Рамках партнерства, вперше узгоджених у 2008 році. Вони охоплюють не лише економічні відносини, а й більш широкі політичні питання та співпрацю.
Уряд Австралії має делегацію в ЄС у своєму посольстві в Брюсселі. Представництво Європейського Союзу знаходиться в Канберрі.

## Історія
Відносини Австралії з Європою є наслідком історичних зв'язків, породжених колоніалізмом та масовою європейською імміграцією до Австралії. Теоретизується можливість вперше побачити материкову частину Австралії Португалією та Іспанією. Однак перша задокументована європейська висадка відбулася з березня 1606 року Голландією . Пізніше Австралія була досліджена і завойована Британською імперією в період з 18 по 19 століття.

## Торгівля

Щомісячна вартість австралійського експорту товарів до Європейського Союзу (мільйони австралійських доларів) з 1988 року

Щомісячна вартість експорту товарів ЄС до Австралії (мільйони австралійських доларів) з 1988 року

ЄС є другим за величиною торговим партнером Австралії після Китаю, а Австралія — 18-м для ЄС. В експорті Австралії переважають мінеральні та сільськогосподарські товари, тоді як 37% торгівлі припадає на комерційні послуги, особливо на транспорт і подорожі. Корпорації ЄС мають сильну присутність в Австралії (приблизно 2360) із оцінюваним оборотом у 200 мільярдів євро (трохи більше 14% від загального обсягу продажів в Австралії). Ці компанії безпосередньо створили 500 000 робочих місць  в Австралії. ЄС є другим за величиною напрямком іноземних інвестицій в Австралії, а ЄС є найбільшим джерелом іноземних інвестицій Австралії в 2,8 млрд євро у 2009 році (11,6 млрд євро у 2008 році). Торгівля зростала, але в 2009 році спала через світову фінансову кризу. У серпні 2019 року австралійський сенатор Саймон Бірмінгем оприлюднив список імен, які ЄС хоче захистити в рамках нової торгової угоди. До списку запропонованих назв увійшли пиво, алкогольні напої та сир та м’ясо, які, згідно з ЄС, спрямовані на захист ідентичності європейських продуктів від неєвропейських продуктів. Ця концепція сегрегації відома як «географічні зазначення» або Gis, що змінить назву товару відповідно до країни його походження.
| Торгівля ЄС – Австралія у 2009 р. | Торгівля ЄС – Австралія у 2009 р. | Торгівля ЄС – Австралія у 2009 р. | Торгівля ЄС – Австралія у 2009 р. | Торгівля ЄС – Австралія у 2009 р. |
| Напрямок торгівлі                 | Австралійські долари              | Австралійські долари              | євро                              | євро                              |
| Напрямок торгівлі                 | Товари                            | послуги                           | Товари                            | послуги                           |
| --------------------------------- | --------------------------------- | --------------------------------- | --------------------------------- | --------------------------------- |
| ЄС до Австралії                   | 42,5 млрд                         | 18,8 млрд                         | 26,7 млрд                         | 11,8 млрд                         |
| Австралії до ЄС                   | 15,6 млрд                         | 9,8 млрд                          | 9,8 млрд                          | 6,2 млрд                          |